# Decaturville (Tennessee)
Decaturville település az Amerikai Egyesült Államok Tennessee államában, Decatur megyében, melynek megyeszékhelye is. Lakosainak száma 807 fő (2020. április 1.).

## Népesség
A település népességének változása:

| 2010 | 867 |
| 2020 | 807 |